# Amyra Dastur
Amyra Dastur (Bombay, 7 mei 1993) is een Indiaas actrice die in Hindi, Tamil, internationale en Telugu films speelt.

## Biografie
Dastur begon haar carrière op 16-jarige leeftijd als Indiaas model en verwierf bekendheid door het gezicht te zijn van grote merken als Clean and Clear, Airtel, Garnier en Micromax. Ze maakte haar filmdebuut met de Hindi film Issaq (2013), wat volgde met haar Tamil debuut Anegan (2015). In 2017 was ze naast Jackie Chan te zien in Kung Fu Yoga. Haar Telugu debuut maakte ze met Manasuku Nachindi (2018).

## Filmografie

### Films
| Jaar | Film                 | Rol                                         | Taal                   | Opmerking  |
| ---- | -------------------- | ------------------------------------------- | ---------------------- | ---------- |
| 2013 | Issaq                | Bachchi Kashyap                             | Hindi                  |            |
| 2015 | Anegan               | Madhumitha/ Samudra/ Shenbagavalli/ Kalyani | Tamil                  |            |
| 2015 | Mr. X                | Siya Verma                                  | Hindi                  |            |
| 2017 | Kung Fu Yoga         | Kyra                                        | Mandarijn Hindi Engels |            |
| 2018 | Manasuku Nachindi    | Nithya                                      | Telugu                 |            |
| 2018 | Kaalakaandi          | Neha                                        | Hindi                  |            |
| 2018 | Raju Gadu            | Tanvi                                       | Telugu                 |            |
| 2018 | Rajma Chawal         | Seher/ Tara Chaudhary                       | Hindi                  |            |
| 2019 | Judgementall Hai Kya | Reema                                       | Hindi                  |            |
| 2019 | Prassthanam          | Shivi                                       | Hindi                  |            |
| 2019 | Made in China        | Roopa                                       | Hindi                  |            |
| 2021 | Koi Jaane Na         | Suhana                                      | Hindi                  |            |
| 2022 | Jogi                 | Kammo                                       | Hindi                  |            |
| 2023 | Influencer Life      | Kareena                                     | Hindi                  | korte film |
| 2023 | Bagheera             | Ramya                                       | Tamil                  |            |
| 2023 | Any How Mitti Pao    | Nimmi                                       | Punjabi                |            |
| 2023 | Chidiyan Da Chamba   | Candy Dhillon                               | Punjabi                |            |

### Televisie en Webseries
| Jaar | Serie            | Rol        | Taal         | Opmerking                |
| ---- | ---------------- | ---------- | ------------ | ------------------------ |
| 2016 | Shockers         |            | Hindi        | TV serie, afl. Selfie    |
| 2018 | The Trip         | Ira        | Hindi Engels | TV serie                 |
| 2021 | Tandav           | Ada Mir    | Hindi        | Amazon Prime Video serie |
| 2023 | Bambai Meri Jaan | Pari Patel | Hindi        | Amazon Prime Video serie |